# Санта Реститута (Л'Аквила)
Санта Реститута (итал. Santa Restituta) је насеље у Италији у округу Л'Аквила, региону Абруцо.
Према процени из 2011. у насељу је живело 161 становника. Насеље се налази на надморској висини од 407 м.